# Gerald Henderson Jr.
Pour les articles homonymes, voir Henderson.
Jerome McKinley « Gerald » Henderson, Jr., né le 9 décembre 1987 à Caldwell, New Jersey est un joueur de basket-ball américain. Il évolue au poste d'arrière.

## Carrière universitaire

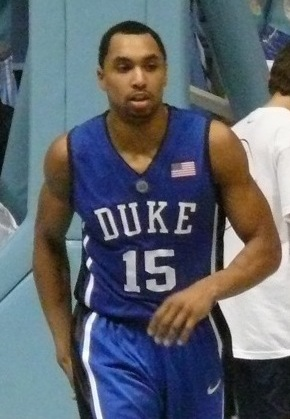
Gerald Henderson sous les couleurs de Duke.

Il joue trois saisons dans l'équipe universitaire des Blue Devils de Duke avant de se présenter à la Draft 2009 de la NBA.

## Carrière professionnelle

### Bobcats de Charlotte/Hornets de Charlotte (2009-2015)
Il est sélectionné en 12e position par les Bobcats de Charlotte et signe un contrat rookie le 8 juillet 2009.

### Trail Blazers de Portland (2015-2016)
Le 25 juin 2015, il est transféré aux Trail Blazers de Portland avec Noah Vonleh contre Nicolas Batum.

### 76ers de Philadelphie (2016-2017)
Le 5 juillet 2016, il signe aux 76ers de Philadelphie un contrat de 18 000 000 $ sur 2 ans.

### Retraite
Il annonce sa retraite sportive en 2019 après 2 ans sans jouer en raison de nombreuses blessures.

## Records personnels et distinctions
Les records personnels de Gerald Henderson Jr., officiellement recensés par la NBA sont :
| Type statistique           | Saison régulière | Saison régulière                        | Saison régulière            | Playoffs | Playoffs                      | Playoffs                    |
| Type statistique           | Record           | Adversaire                              | Date                        | Record   | Adversaire                    | Date                        |
| -------------------------- | ---------------- | --------------------------------------- | --------------------------- | -------- | ----------------------------- | --------------------------- |
| Points                     | 35               | Celtics de Boston @ Knicks de New York  | 12 mars 2013 29 mars 2013   | 15       | @ Heat de Miami               | 23 avril 2014               |
| Paniers marqués            | 13               | Bucks de Milwaukee @ Raptors de Toronto | 23 mars 2012 8 janvier 2015 | 5        | @ Heat de Miami               | 23 avril 2014               |
| Paniers tentés             | 24               | Grizzlies de Memphis                    | 20 avril 2012               | 11       | @ Heat de Miami Heat de Miami | 23 avril 2014 28 avril 2014 |
| Paniers à 3 points réussis | 4                | Cavaliers de Cleveland                  | 4 janvier 2013              |          |                               |                             |
| Paniers à 3 points tentés  | 5                | 7 fois                                  |                             | 3        | @ Heat de Miami               | 20 avril 2014 23 avril 2014 |
| Lancers francs réussis     | 15               | @ Knicks de New York                    | 29 mars 2013                | 5        | @ Heat de Miami               | 23 avril 2014               |
| Lancers francs tentés      | 17               | @ Knicks de New York                    | 29 mars 2013                | 7        | @ Heat de Miami               | 23 avril 2014               |
| Rebonds offensifs          | 5                | @ Warriors de Golden State              | 28 janvier 2011             | 1        | @ Heat de Miami               | 20 avril 2014               |
| Rebonds défensifs          | 13               | @ Wizards de Washington                 | 27 mars 2015                | 7        | @ Heat de Miami               | 20 avril 2014               |
| Rebonds totaux             | 14               | @ Wizards de Washington                 | 27 mars 2015                | 8        | @ Heat de Miami               | 20 avril 2014               |
| Passes décisives           | 11               | Kings de Sacramento                     | 11 mars 2015                | 4        | Heat de Miami                 | 28 avril 2014               |
| Interceptions              | 5                | Pacers d'Indiana                        | 2 novembre 2012             | 3        | @ Heat de Miami               | 23 avril 2014               |
| Contres                    | 3                | 4 fois                                  |                             | 1        | @ Heat de Miami               | 23 avril 2014               |
| Balles perdues             | 5                | 6 fois                                  |                             | 3        | Heat de Miami                 | 28 avril 2014               |
| Minutes jouées             | 46               | @ Knicks de New York                    | 29 mars 2013                | 34       | Heat de Miami                 | 28 avril 2014               |

- Double-double : 5 (au terme de la saison 2014-2015)
- Triple-double : aucun.

## Vie privée
Il est le fils de l'ancien basketteur Gerald Henderson.